# برات رز آرزو می‌کنم
«برات رز آرزو می‌کنم» (به انگلیسی: I Wish You Roses) ترانه‌ای از خوانندهٔ آمریکایی کالی اوچیس می‌باشد که در ۱۹ ژانویهٔ سال ۲۰۲۳ از سوی گفن رکوردز همراه‌با موزیک ویدئو منتشر شد. «برات رز آرزو می‌کنم» توسط دیلن ویگینز و جاش کراکر تهیه شده‌است و تک‌آهنگ اصلی سومین آلبوم استودیویی وی تحت عنوان ماه قرمز در زهره (۲۰۲۳) می‌باشد.